# 체로키 노예 반란
체로키 노예 반란(Slave Revolt in the Cherokee Nation)은 1842년 11월 15일 인디언 준주(오늘날의 오클라호마) 미시시피강 서안에서 체로키족들에게 부림 당하던 흑인 노예들이 탈주한 사건이다. 그들은 1836년에 노예제가 폐지된 멕시코로 가려고 했다. 처음 탈주자는 스무 명이었는데, 남쪽으로 가는 길에 크리크 족에게서 탈출한 흑인 열다섯 명이 합류했다.
탈주 노예들은 촉토 족에게 흑인 여덟 가족을 노예로 팔러 가는 길인 노예사냥꾼 두 명과 조우했고, 그 둘을 죽인 뒤 그들이 잡아가던 흑인 가족들과 동행했다. 그 뒤 인디언들과도 싸워 그 중 몇을 죽이기도 했으나, 체로키와 촉토의 전사 100명 이상이 동원되자 반란은 진압되었다. 나중에 노예 사냥꾼 두 명을 죽인 죄를 물어 주동자 다섯 명이 처형당했다.
이후 체로키는 노예제 관련 법규를 더욱 강화하고, 해방노예들을 인디언 준주에서 추방했다. 그리고 추가적인 노예 손실을 방지하기 위하여 ‘구조(rescue)’회사를 발족했는데, 이 구조라 함은 실상 추노 행위였다.